# Verkehrsbauwesen

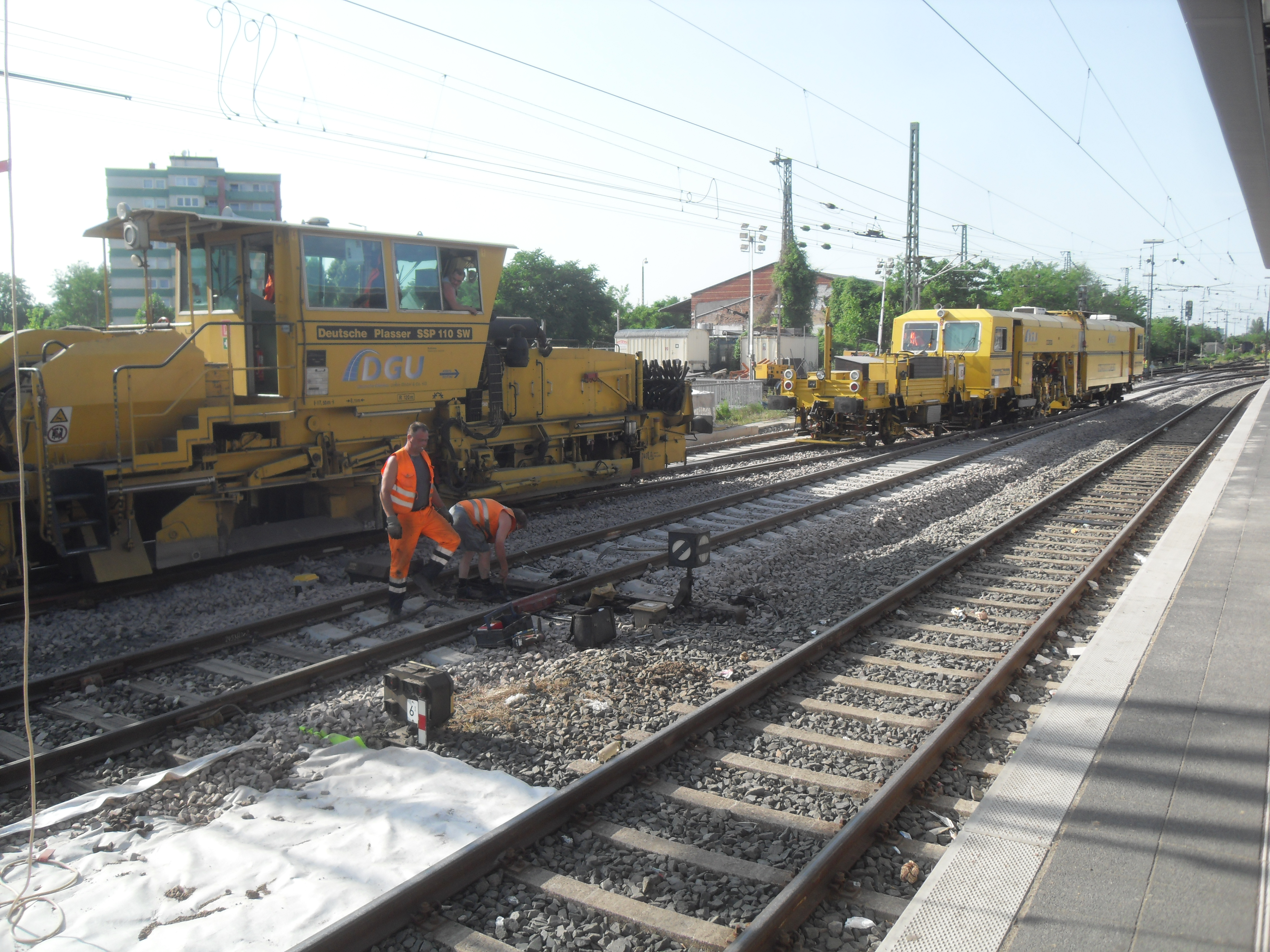
Ein Teil des Verkehrsbauwesens ist der Eisenbahnbau: Hier wird im Wormser Hauptbahnhof das Gleisbett eines Oberbaus saniert

Das Verkehrsbauwesen (auch als Verkehrswegebau bezeichnet) als Spezialbereich des Bauingenieurwesens bzw. der Verkehrswissenschaften behandelt die Planung und den Entwurf, die Konstruktion, die Instandsetzung und Erhaltung sowie die Sanierung oder den Abbruch der baulichen Anlagen des Verkehrswesens (Verkehrsinfrastruktur) zu Lasten des Verkehrsträgers, der für die Kosten aufkommt. Das Verkehrsbauwesen ist eines der Kernfächer des Bauingenieurwesens, das international als Zivilingenieurwesen benannt das Pendant zum Militäringenieurwesen bildete. Naturgemäß war eine Tätigkeit der Pioniere der Landverkehrswegebau. Inhalte sind u. a. Dimensionierung und Aufbau von Unterbau und Oberbau der Verkehrsinfrastruktur, Trassierung und Bauplanung. 
Arbeitsbereiche im Verkehrsbauwesen sind u. a.:
- Straßen- und Wegebau
- Verkehrsplanung
- Planung und Bau von Anlagen des Luftverkehrs
- Verkehrswasserbau
- Eisenbahnbau und Gleistechnik
- Raumplanung und Städtebau